# Luxemburg op de Olympische Zomerspelen 1900

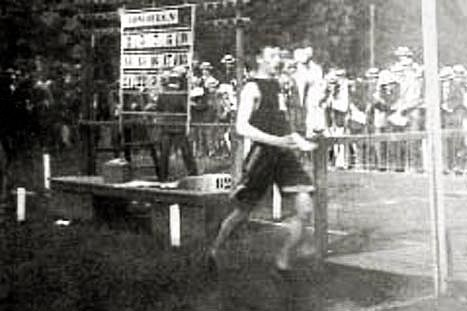
Michel Théato finisht in Parijs bij de marathon van de Olympische Zomerspelen 1900

Eén atleet uit Luxemburg nam deel aan de Olympische Zomerspelen 1900 in Parijs. Het was voor het eerst dat een Luxemburger aan de Spelen deelnam. De enige Luxemburger maakte deel uit van de Franse ploeg. Officieel vaardigde Luxemburg geen deelnemer af, en wordt dan ook niet tot de deelnemende landen gerekend.
Michel Théato won de marathon. Lange tijd werd aangenomen dat hij Frans was, maar aan het eind van de 20e eeuw bleek dat hij echter uit Luxemburg kwam. Het Internationaal Olympisch Comité rekent deze medaille echter nog steeds toe aan Frankrijk.

## Medailleoverzicht
| Sport    | Olympiër      | Onderdeel    | Medaille |
| -------- | ------------- | ------------ | -------- |
| Atletiek | Michel Théato | marathon (m) | Goud     |

## Deelnemers en resultaten
(m) = mannen, (v) = vrouwen 

### Atletiek
| Olympiër      | Discipline   | Resultaat | Prestatie |
| ------------- | ------------ | --------- | --------- |
| Michel Théato | marathon (m) | Goud      | 2:59.45   |

Argentinië · Australië · België · Bohemen · Brits-Indië · Canada · Cuba · Denemarken · Duitsland · Frankrijk · Griekenland · Groot-Brittannië · Haïti · Hongarije · Iran · Italië · Luxemburg · Mexico · Nederland · Noorwegen · Oostenrijk · Peru · Roemenië · Rusland · Spanje · Verenigde Staten · Zweden · Zwitserland · Gemengde teams